# 皮夏内 (米科拉伊夫卡镇级市镇)
50°57′10″N 34°4′13″E / 50.95278°N 34.07028°E
皮夏內（烏克蘭語：Піщане）是烏克蘭東北部蘇梅州蘇梅區米科拉伊夫卡镇级市镇的村莊。該村距離魯達1公里，海拔高度181米，2001年人口59，100%居民使用烏克蘭語。